# Alulatettix leyensis
Alulatettix leyensis är en insektsart som beskrevs av Liang och G. Jiang 2005. Alulatettix leyensis ingår i släktet Alulatettix och familjen torngräshoppor. Inga underarter finns listade i Catalogue of Life.